# Marti Friedlander
Pour les articles homonymes, voir Friedlander.
Martha Gordon Friedlander, plus connue sous le nom de Marti Friedlander, née le 19 février 1928 à Londres, au Royaume-Uni, et morte le 14 novembre 2016 à Auckland en Nouvelle-Zélande, est une photographe néo-zélandaise. Elle émigre en Nouvelle-Zélande en 1958.
Elle se fait connaître pour ses photographies documentaires des habitants, notamment des Maories et de leurs tatouages, des lieux et des événements de Nouvelle-Zélande. Elle y est considérée comme l'une des meilleures photographes du pays.

## Biographie

### Jeunesse
Martha Gordon naît le 19 février 1928 dans l'East End de Londres. Elle est la fille d'immigrants juifs originaires de Kiev en Ukraine. À partir de trois ans, elle est élevée avec sa sœur Anne dans un orphelinat juif à Londres,. Elle obtient une bourse à 14 ans et fréquente la Camberwell College of Arts, où elle étudie la photographie.

### Débuts professionnels, émigration
Elle travaille de 1946 à 1957 comme assistante des photographes de mode Douglas Glass, expatrié néo-zélandais, et Gordon Crocker,,. Elle épouse en 1957 Gerrard Friedlander, un Néo-Zélandais d'origine juive allemande, et émigre avec lui en Nouvelle-Zélande en 1958,. Martha Friedlander est naturalisée néo-zélandaise en 1977.

### Photographe en Nouvelle-Zélande
Les premières impressions de Martha Friedlander sur la Nouvelle-Zélande sont celles d'un pays étrange avec des terres, des habitants et des coutumes sociales bien différents de ceux de l'Angleterre. Elle commence à prendre des photos pour documenter et comprendre ce pays et les gens autour d'elle. Elle s'intéresse particulièrement aux personnes et aux mouvements sociaux, en particulier aux manifestations et au militantisme. L'une des premières photographies qu'elle prend en Nouvelle-Zélande représente une manifestation à Auckland en 1960 avec des opposants à la tournée de l'équipe néo-zélandaise de rugby en Afrique du Sud Cette photographie est achetée par la BBC et utilisée dans une série télévisée sur le rugby.
À leur arrivée en Nouvelle-Zélande, le couple vit à Te Atatū Sud ; Marti Friedlander travaille comme assistante dentaire dans le cabinet dentaire de son mari,. Elle rejoint le Titirangi Camera Club et est encouragée par les photographes Olaf Petersen, Steve Rumsey et Des Dubbelt, rédacteur en chef du magazine Playdate, à poursuivre une carrière dans la photographie. Elle commence sa carrière de photographe en 1964. En 1972, ses photographies deviennent connues grâce à sa collaboration avec l'historien social Michael King ; elle photographie les femmes maories et leurs tatouages moko traditionnels. Marti Friedlander considère ce projet comme l'apogée de sa carrière ; elle fait don en 2010 de sa série de 47 portraits au musée de Nouvelle-Zélande Te Papa Tongarewa.
La carrière photographique de Marti Friedlander dure plus de 40 ans, pendant lesquels elle photographie un large éventail de sujets, des personnalités célèbres comme des personnes ordinaires, des paysages ruraux comme des paysages urbains. Ses œuvres sont publiés dans des livres, des magazines et des journaux tels que Wine Review, New Zealand Listener et le British Journal of Photography.
Elle expose dans plusieurs galeries, notamment à la Photographers' Gallery de Londres, à la Wynyard Tavern d'Auckland en 1966, et au Waikato Art Museum en 1975. En 2001, une exposition rétrospective de 150 de ses photographies de 1957 à 1986 a eu lieu au musée d'Art d'Auckland, suivie d'une tournée des galeries néo-zélandaises l'année suivante,,. En 2006, ses travaux sont inclus dans une exposition de photographie contemporaine néo-zélandaise pour le Festival international de Rome, exposition qui est ensuite présentée au Festival international de photographie de Pingyao en Chine.

### Publications
Les photographies de Marti Friedlander sont publiées dans les livres Moko : Maori Tattooing in the 20th Century (1972) avec Michael King ; Alouettes au paradis (1974) avec James McNeish ; Peintres néo-zélandais contemporains A – M (1980) avec Jim et Mary Barr ; Pionniers du vin néo-zélandais (2002) avec Dick Scott ; Marti Friedlander : Photographies (2001) avec Ron Brownson et Marti Friedlander avec le professeur Leonard Bell (2009). Le livre Marti Friedlander: Photographs est sélectionné aux Montana Book Awards 2001.
Marti Friedlander publie en 2013 son autobiographie, Self-Portrait, écrite avec l'historien oral Hugo Manson.

### Reconnaissance

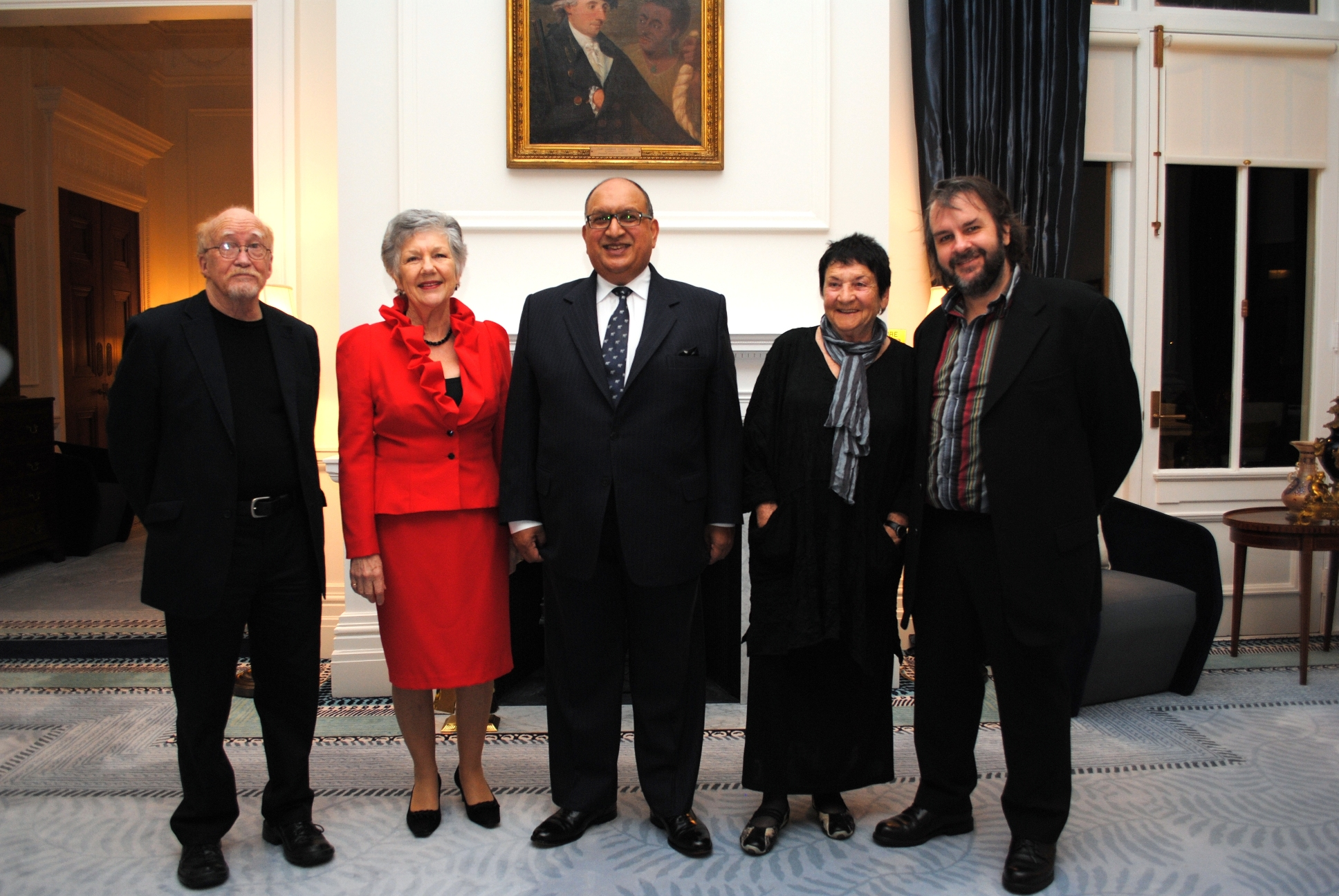
Marti Friedlander (deuxième à droite), à Government House, Wellington, en 2011, avec Greer Twiss, Susan et Anand Satyanand, et Peter Jackson.

Lors des honneurs du Nouvel An 1999, elle est nommée Compagnon de l'Ordre du Mérite de Nouvelle-Zélande, pour services rendus à la photographie. Elle est en 2004 l'objet d'un documentaire de Shirley Horrocks intitulé Marti : l'œil passionné. L'Arts Foundation of New Zealand crée en 2007 un prix portant son nom, le « Marti Friedlander Photographic Award », décerné tous les deux ans à un photographe expérimenté. En 2011, Marti Friedlander reçoit un Arts Foundation of New Zealand Icon Award. Elle reçoit un doctorat honorifique en littérature de l'université d'Auckland en 2016.

### Fin de vie
Marti Friedlander annonce en octobre 2016 qu'elle est atteinte d'un cancer du sein à un stade avancé. Elle meurt à son domicile à Auckland le 14 novembre 2016 à 88 ans. Elle était membre du Parti travailliste néo-zélandais et avait photographié le Premier ministre Norman Kirk en 1969.